# Дечен-Тибетська автономна префектура
27°49′34″ пн. ш. 99°42′32″ сх. д. / 27.82611° пн. ш. 99.709° сх. д.
Дечен-Тибетська автономна префектура (кит. трад. 迪慶藏族自治州 , спр. 迪庆藏族自治州 , піньїнь Díqìng Zàngzú Zìzhìzhōu; тиб. བདེ་ཆེན་བོད་རིགས་རང་སྐྱོང་ཁུལ་,) — адміністративна одиниця другого рівня у складі провінції Юньнань, КНР. Центр префектури і найбільше місто — Шангрі-Ла.
Префектура межує на півночі з провінцією Сичуань на північному сході та Тибетським автономним районом на північному заході. Адміністративно поділяється на три частини: місто Шангрі-Ла, повіт Дечен та автономний повіт Вейсі-Лісу.

## Історія
Цей регіон є складовою історичної області Кхам і належав Тибетській імперії. Після її занепаду зв'язок із основною частиною Тибету теж почав слабшати. У XVIII столітті ці землі перейшли під контроль Династії Цін.
Власне префектуру було виокремлено 1957 року з територій міста-префектури Ліцзяна.
У грудні 2001 року центр префектури Чжундянь було перейменовано на Шангрі-Ла задля асоціацій із однойменною вигаданою країною з роману письменника-фантаста Джеймса Гілтона.